# Valmet Automotive

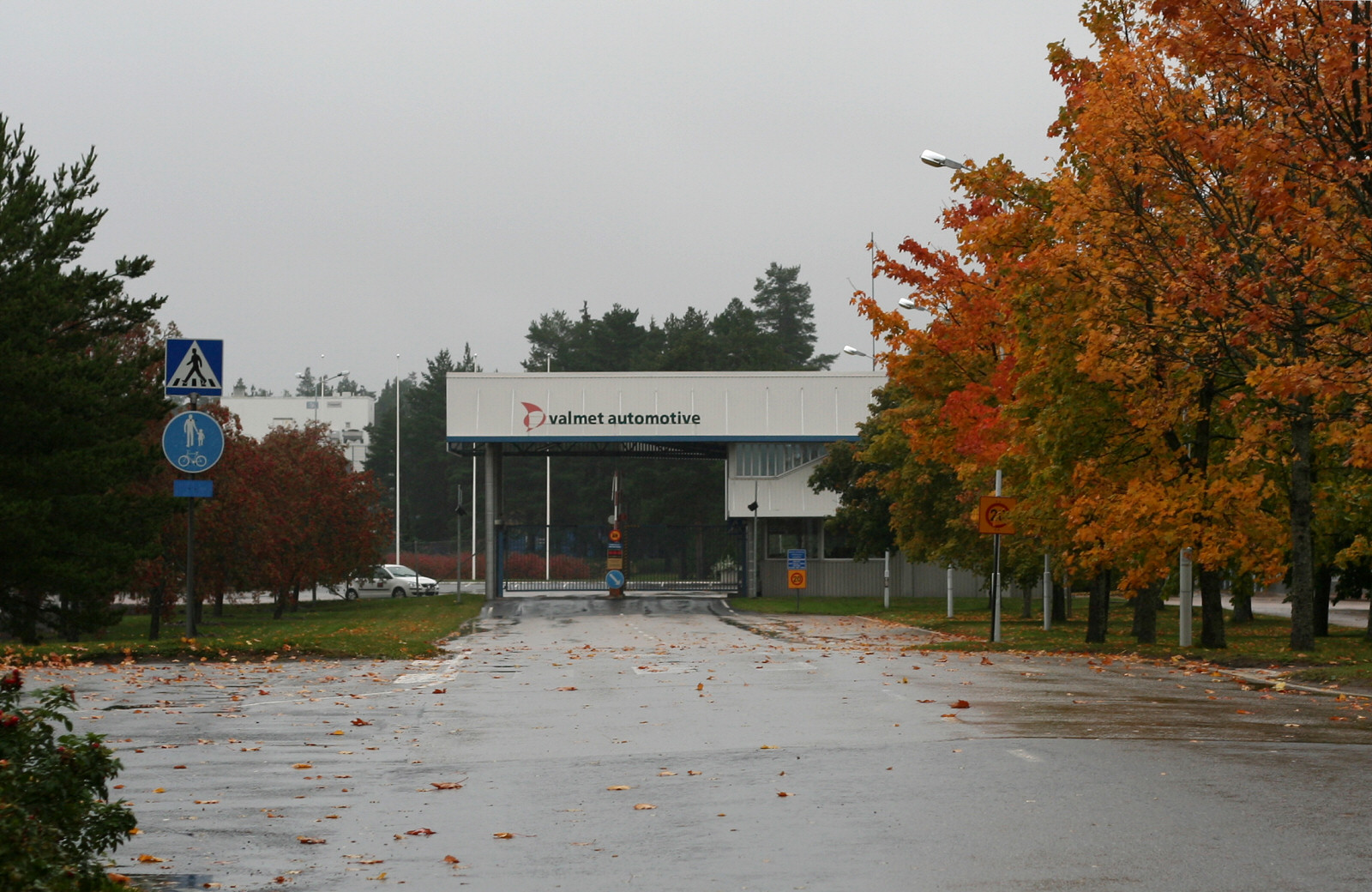
Ingången till Valmet i Nystad.

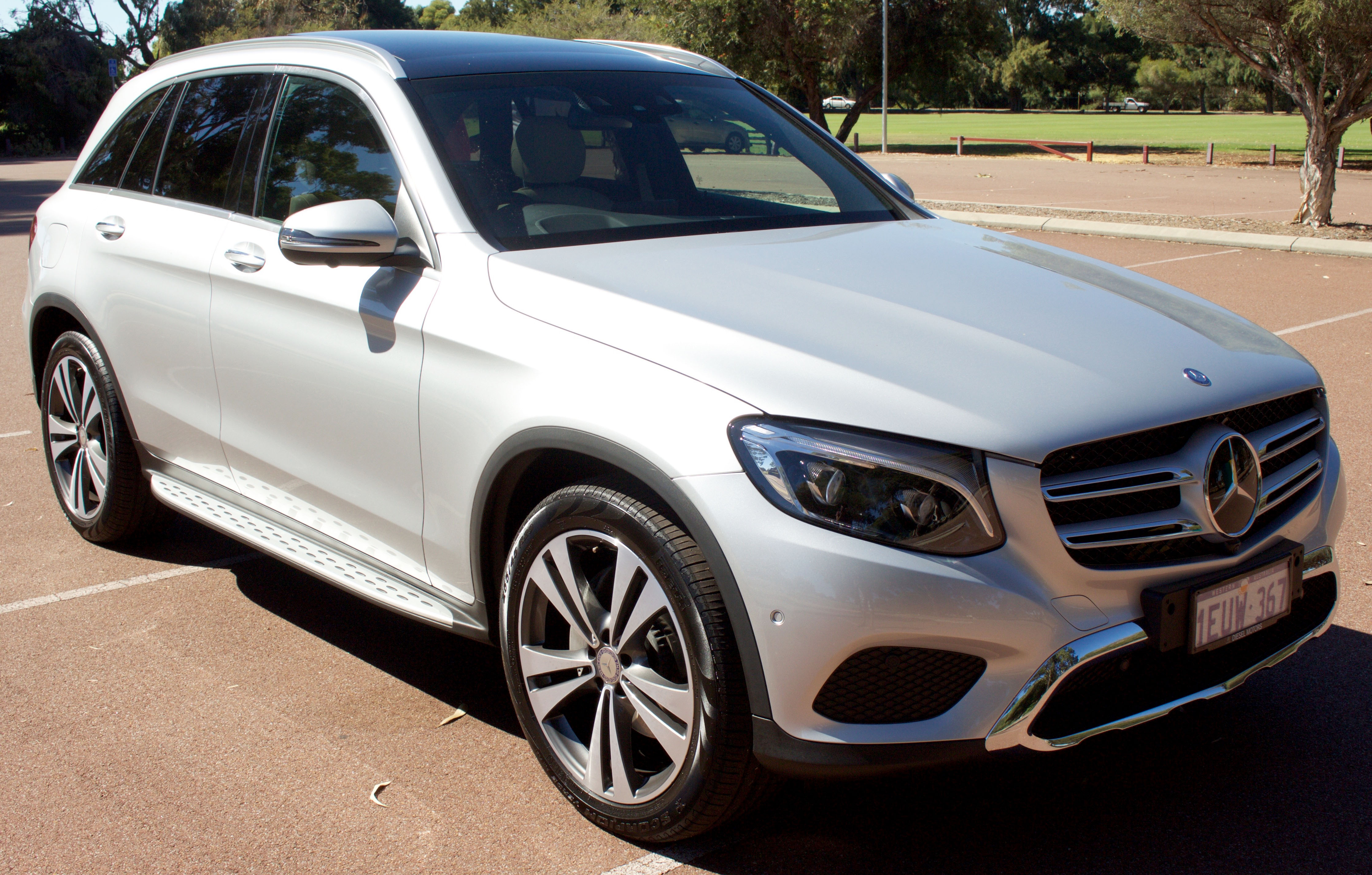
Mercedes-Benz X253 (2017-)

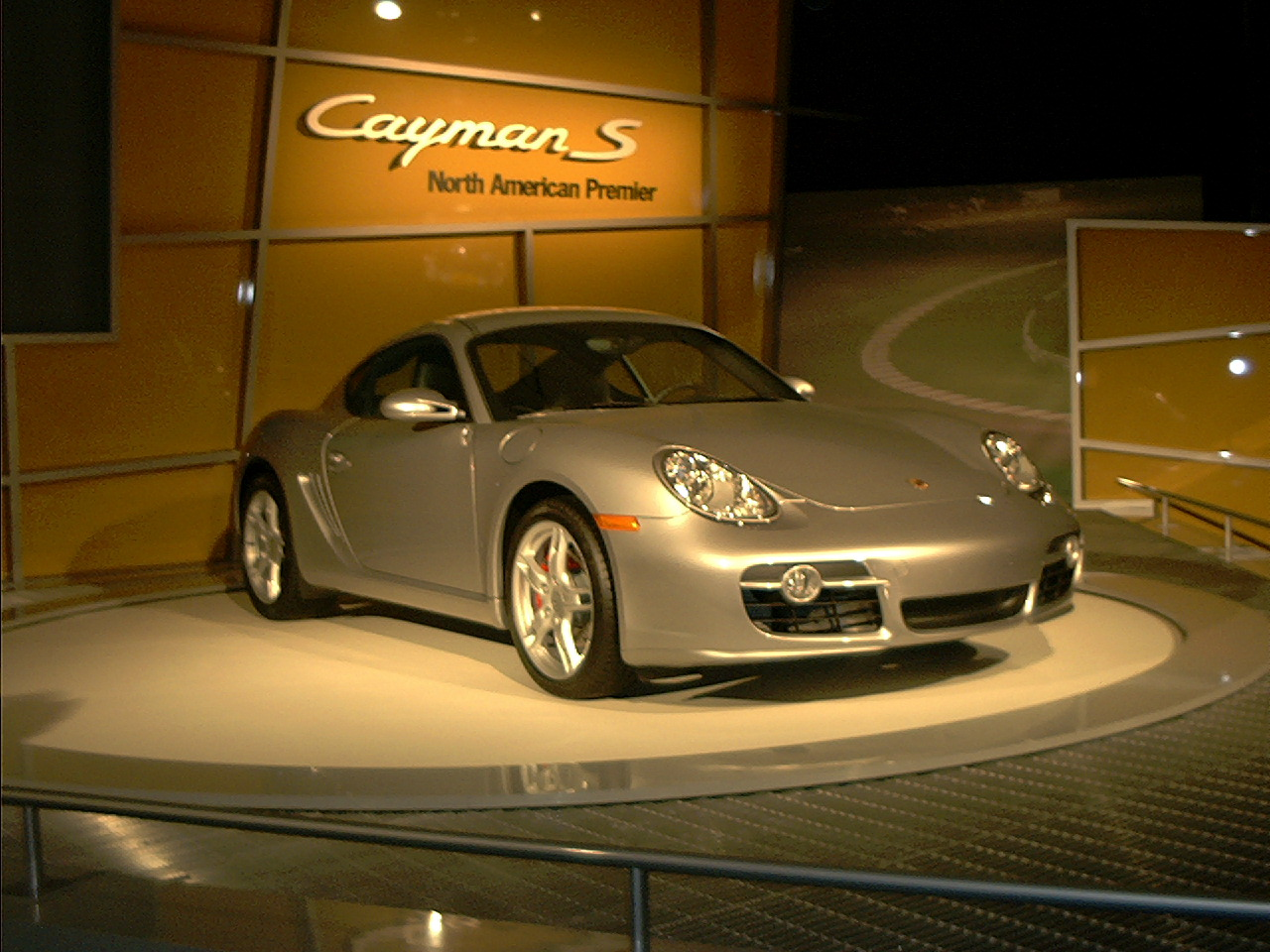
Porsche Cayman S.

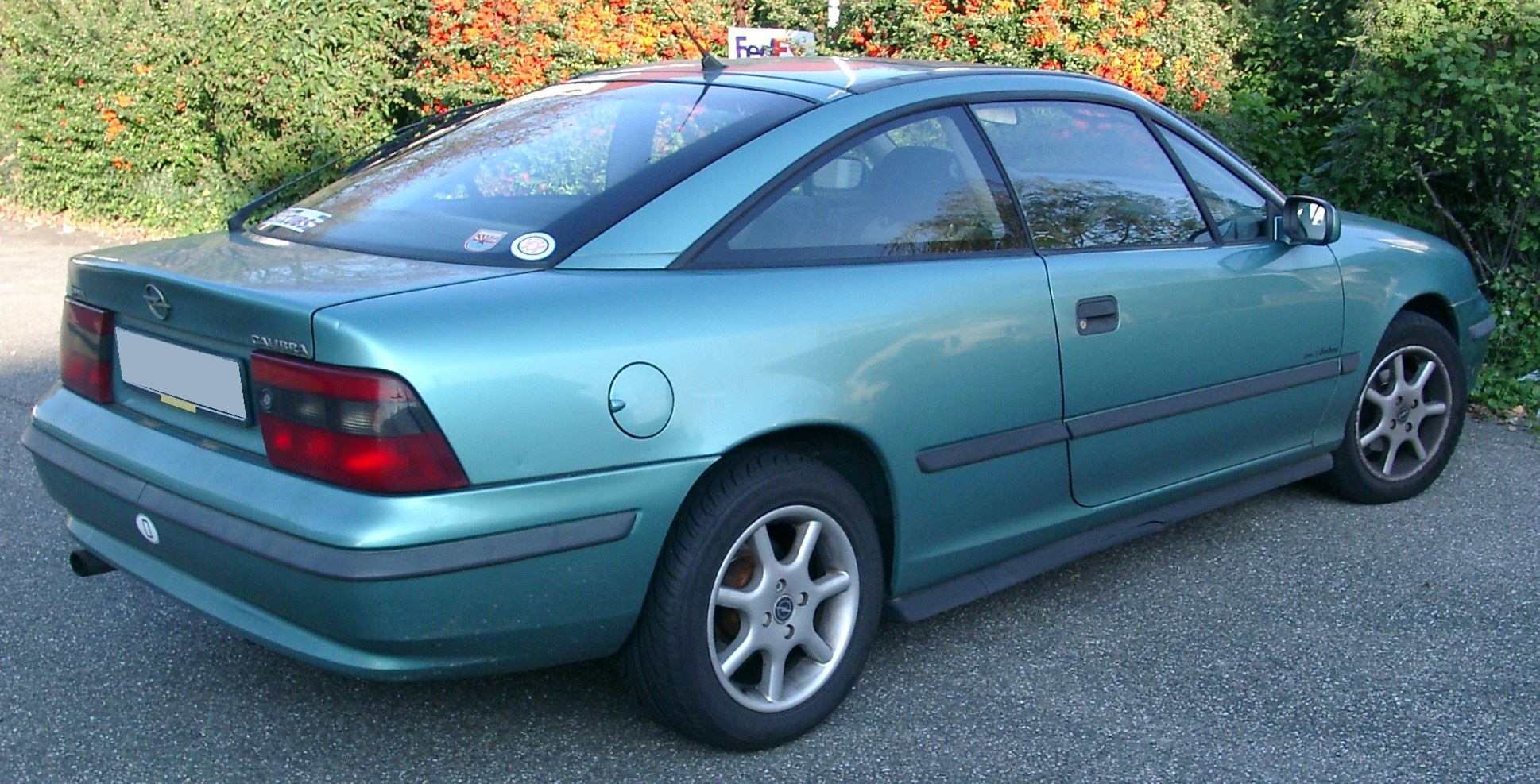
Opel Calibra.

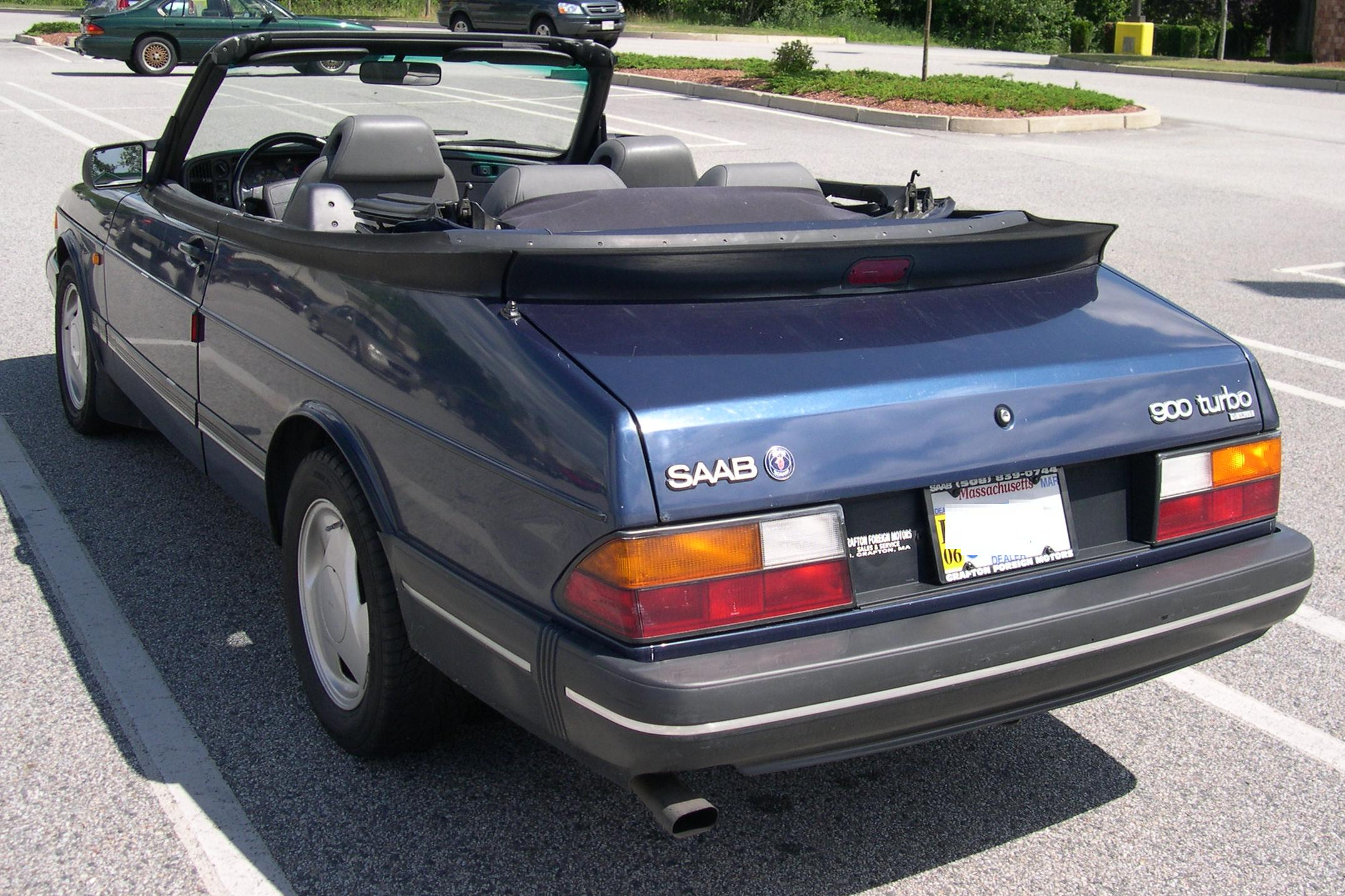
Saab 900.

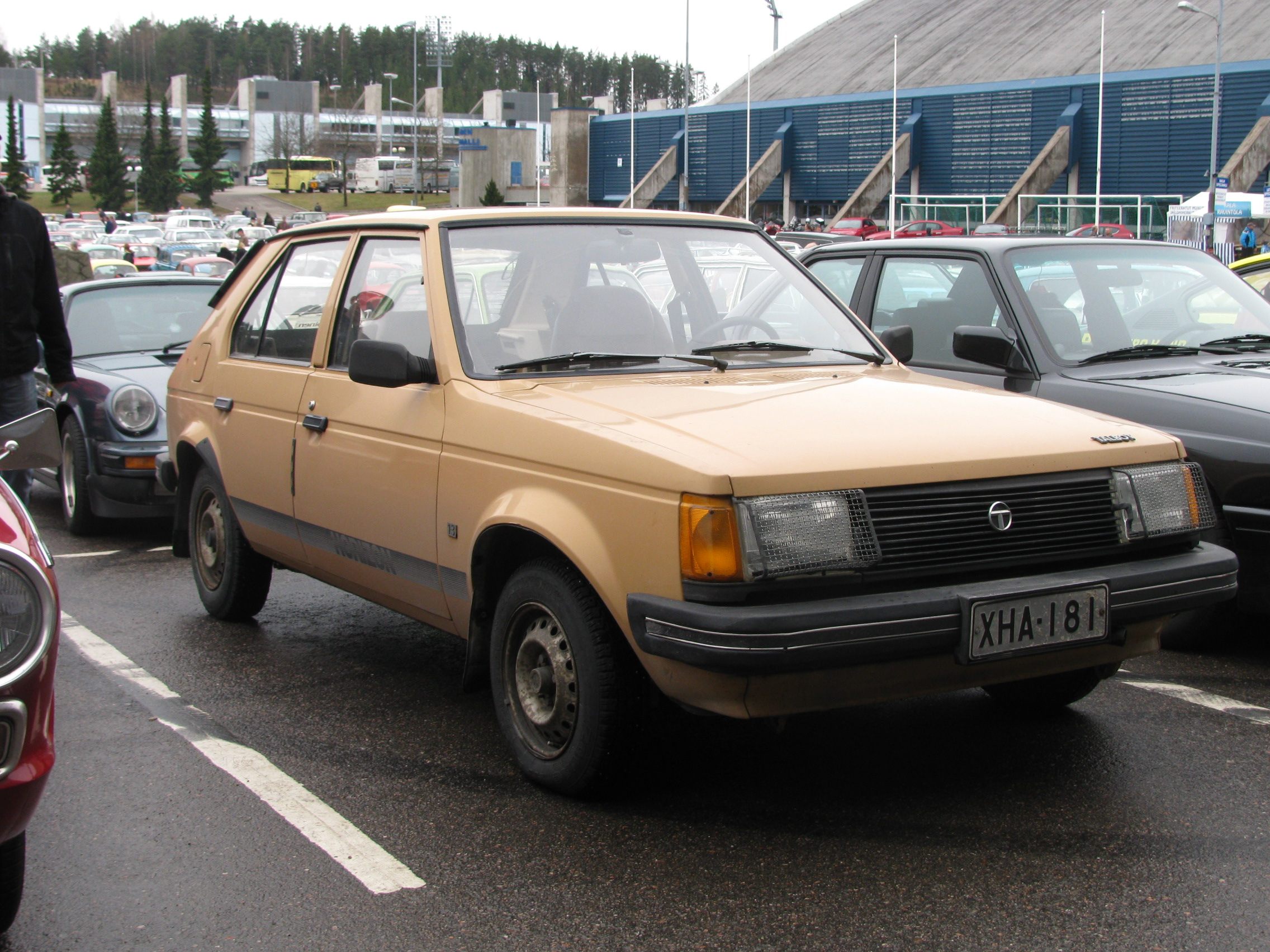
Talbot Horizon GL.

Valmet Automotive Oy, finländsk biltillverkare i Nystad. Företaget ingår sedan 1999 i verkstadsindustrikoncernen Metso.

## Historia
Valmet Automotive grundades 1968 (produktionen inleddes november 1969) som ett samarbete mellan Saab-Scania och då statligt finländska Valmet under namnet Oy Saab Valmet Ab. 1992 blev bolaget helägt av Valmet och 1995 fick det sitt nuvarande namn. Sedan 1999 är Valmet Automotive en del av Metso som bildades genom en fusion mellan Valmet och Rauma. Under företagets första 25 år tillverkades närmare 700 000 bilar, varav 600 000 av märket Saab. De övriga märkena var Opel och Talbot. 1992, då produktionen var som störst, tillverkades 47 000 bilar. I samband med branschens kris kort därefter kom dock tillverkningen att krympas kraftigt. Tillverkningen av Saab skedde mellan 1969 och 2003 och blev framförallt känd genom succén med Saab 900 cabriolet som lanserades 1986. I början av 1990-talet breddades tillverkningen genom Opel Calibra och sedan 1997 har man tillverkning åt Porsche. Dock har produktionen av Porsche flyttats över till Magna Steyr 2012.
År 1998 monterades 31 400 bilar vid Valmet Automotive, som då hade 1 500 anställda. Omsättning var 715 miljoner finska mark. År 2018 tillverkade man 110.000 bilar och hade 4500 anställda.
Den 3 mars 2010 visade Valmet Automotive konceptelbilen Eva som hade konstruerats i samarbete med bland andra Fortum och Nokia.
På hösten 2021 skrev man på ett avtal om att börja tillverka en ebil för firman Lightyear. I april 2022 meddelade Valmet Autonotive att man skrivit kontrakt om att börjar tillverka Sion el-bilar för Sono Motors, och i juli 2022 också att man skall i framtiden börja tillverka också Mercedes-AMG GT Coupe modellen.

## Bilar

### Aktuell produktion
- Mercedes-Benz A-klass (2013–)
- Mercedes-Benz X253 GLC (2017–2022)

### Tidigare tillverkning
- Mercedes-Benz X253 GLC (2017–2022)
- Fisker Karma (2005–2012)
- Lada Samara Baltic (1996-1998)
- Opel Calibra (1991–1997)
- Porsche Boxster (1997–2012)
- Porsche Cayman S (2005–2012)
- Saab 96
- Saab 95
- Saab 99
- Saab 900 och 900 Cabriolet
- Saab 9000
- Saab 90
- Saab 9-3
- Talbot Horizon (1979–1985)
- Think City (2009-2011)